# ГЕС Хасдео-Банго
ГЕС Хасдео-Банго – гідроелектростанція в центральній частині Індії у штаті Чхаттісгарх. Використовує ресурс із річки Хасдео, ліва притоки Маханаді (впадає в Бенгальську затоку кількома рукавами за три сотні кілометрів на південний захід від Колкати). Станом на другу половину 2010-х років єдина гідроелектростанція у Чхаттісгарху з потужністю понад 50 МВт.
В межах проекту річку перекрили земляною греблею висотою 87 метрів та довжиною 2509 метрів, яка утримує водосховище з площею поверхні 188,5 км2, об’ємом 3,42 млрд м3 (корисний об’єм 3,05 млрд м3) та припустимим коливанням рівня поверхні між позначками 330 та 362 метри НРМ.
Пригреблевий машинний зал обладнали трьома турбінами типу Френсіс потужністю по 40 МВт, вода до яких подається через відповідну кількість водоводів діаметром по 5 метрів. При напорі від 34 до 64 метрів вони повинні забезпечувати виробітку 174 млн кВт-год електроенергії на рік.